# ببر وانشين
ببر وانشين (الاسم العلمي: Panthera tigris acutidens) هو نويع منقرض من الببور، وُصف علميًا سنة 1928 بناءً على الحفريات المكتشفة بالقرب من وانشين في مقاطعة سيتشوان جنوب الصين. سماه أوتو زدانسكي بالتسمية العلمية «Felis acutidens». لكن بعد إعادة فحص الحفريات سنة 1947، نُسبت إلى ببر وانشين بواسطة ديرك ألبرت هويجر ووالتر ويليس غرينجر. تتكون أحافير ببر وانشين في مجموعة المتحف الأمريكي للتاريخ الطبيعي من جمجمتين وعظم العضد وعظمتي مشط، وعظم الظنبوب، وعظم الكاحل وعظمتي عقب، وعدة أجزاء من الفكين. بلغ طول ساقه 29.7 سنتيمتر (11.7 بوصة) وقطرها 8.1 سنتيمتر (3.2 بوصة). بلغ طول عظم عضده 30.6 سنتيمتر (12.0 بوصة) وبلغ عرضه وطوله وقطره أصغر قليلاً من عظم العضد للببر السيبيري. ربما كان ببر وانشين يزن من ما بين 200 إلى 350 كيلوغرام (440 إلى 770 رطلاً)، لذلك فهو يعتبر أضخم من جميع نويعات الببور المعاصرة الباقية على قيد الحياة اليوم.